# Centrale nucléaire de Fangchenggang
La centrale nucléaire de Fangchenggang est une centrale nucléaire chinoise située à Fangchenggang dans la province du Guangxi. La frontière avec la province vietnamienne de Quang Ninh se trouve à environ 45 kilomètres. 
Le propriétaire et exploitant de la centrale est la Guangxi Fangchenggang Nuclear Power Company, une co-entreprise détenue par la CGNPC (61%) et Guangxi Investment Group (39%). Le maitre d'œuvre est la CGNPC.
Depuis mai 2024, quatre réacteurs à eau pressurisée sont opérationnels pour une puissance totale installée de 4 000 MWe. Les réacteurs no 1 et 2 sont des CPR-1000 de 1 000 MWe chacun ; et les réacteurs no 3 et 4 des Hualong-1, également de 1 000 MWe chacun. Un total de six réacteurs est envisagé sur le site de la centrale, avec éventuellement deux réacteurs AP1000. 

## Historique
Il s'agit de la première centrale chinoise à être construite dans une zone à minorité ethnique chinoise.[réf. nécessaire]

### Phase 1
En juillet 2010, le conseil d'État chinois autorise la construction de la centrale de Fangchenggang avec une première phase comprenant deux réacteurs franco-chinois CRP-1000, pour un montant de 25 milliards de yuans (soit 3,7 milliards de dollars). La mise en service des deux unités est prévue en 2015 et 2016. Un total de six réacteurs est envisagé sur le site de la centrale. Plus de 80% des composants des deux réacteurs sont de production domestiques chinoise : le réacteur CPR-1000 étant un réacteur franco-chinois, certains composant restent fournis par Framatome/Areva,. Le premier réacteur est mis en service commerciale le 1er janvier 2016 et le deuxième le 1er octobre 2016.

### Phase 2
La phase 2 est approuvée le 16 décembre 2015 avec la construction de deux réacteurs chinois Hualong-1,. Il s'agit des deux premiers réacteurs Hualong-1 version CGNPC (l'entreprise CNNC développant un modèle de Hualong-1 légèrement différent). La mise en service des deux réacteurs, initialement prévu pour 2019 et 2020, est retardé dû à la pandémie de Covid-19 et aux mesures de confinement associées. La mise en service commercial du réacteur no 3 à lieu avec 4 ans de retard le 25 mars 2023, suivi du réacteur no 4 le 25 mai 2024.
Les réacteurs no 3 et 4 devaient servir de référence pour la version britannique du Hualong-1 prévu pour la centrale de Bradwell B. Le projet est arrêté en novembre 2022 par le premier ministre britannique Rishi Sunak, dans un contexte de tension dans les relations avec la Chine.

### Phase 3
Une troisième phase est envisagée de 2016 à 2024 avec la construction de deux réacteurs américain AP1000,. En 2024, l'implantation de deux réacteurs Hualong-1 semble privilégiée. Le 28 avril 2025, le conseil d'état chinois approuve l'autorisation de construction de la phase 3 de la centrale de Fangchenggang, avec la construction des réacteurs no 5 et 6 de modèle Hualong-1.

## Caractéristiques des réacteurs
Les réacteurs no 1 et 2 sont des réacteurs à eau pressurisée de conception franco-chinoise de modèle CPR-1000, appartenant à la deuxième génération. Ils sont développés par CGNPC à partir du réacteur M310 français. Leur puissance électrique nette unitaire est de 1 000 MWe.
Les réacteurs no 3, 4, 5 et 6 sont des réacteurs à eau pressurisée de troisième génération de conception chinoise et de modèle Hualong-one (version CGNPC). Leur puissance électrique unitaire nette est de 1 000 MWe.

### Définitions
Les caractéristiques des réacteurs sont données dans le tableau ci-après, les données sont principalement issues de la base de données PRIS (Power Reactor Information System) de l’Agence internationale de l'énergie atomique (AIEA).
Base de données établie par l'AIEA qui définit ainsi les termes :
- La puissance nette correspond à la puissance électrique délivrée sur le réseau et sert d'indicateur en termes de puissance installée,
- La puissance brute correspond à la puissance délivrée par l'alternateur (= puissance nette augmentée de la consommation interne de la centrale),
- La puissance thermique correspond, à la puissance délivrée par la chaudière nucléaire

Le début de construction correspond à la date de coulage des fondations du bâtiment réacteur. Une tranche (nom utilisé pour un réacteur complet) est considérée comme opérationnelle après son premier couplage au réseau. La mise en service commercial est le transfert contractuel de l’installation du constructeur vers le propriétaire ; en principe après réalisation des tests réglementaires et contractuels et après fonctionnement continu à 100 % pendant une durée définie au contrat de construction.
| Unité           | Statut       | Modèle   | Puissance   | Puissance   | Puissance        | Exploitant                                  | Maitre d'œuvre | Début construction | 1re divergence   | Raccordement au réseau | Mise en service commercial |
| Unité           | Statut       | Modèle   | Nette [MWe] | Brute [MWe] | thermique [MWth] | Exploitant                                  | Maitre d'œuvre | Début construction | 1re divergence   | Raccordement au réseau | Mise en service commercial |
| --------------- | ------------ | -------- | ----------- | ----------- | ---------------- | ------------------------------------------- | -------------- | ------------------ | ---------------- | ---------------------- | -------------------------- |
| Phase I         |              |          |             |             |                  |                                             |                |                    |                  |                        |                            |
| FANGCHENGGANG-1 | Opérationnel | CPR-1000 | 1 000       | 1 086       | 2 905            | Guangxi Fangchenggang Nuclear Power Company | CGNPC          | 30 juillet 2010    | 13 octobre 2015  | 25 octobre 2015        | 1er janvier 2016           |
| FANGCHENGGANG-2 | Opérationnel | CPR-1000 | 1 000       | 1 086       | 2 905            | Guangxi Fangchenggang Nuclear Power Company | CGNPC          | 23 décembre 2010   | 29 juin 2016     | 15 juillet 2016        | 1er octobre 2016           |
| Phase II        |              |          |             |             |                  |                                             |                |                    |                  |                        |                            |
| FANGCHENGGANG-3 | Opérationnel | HPR-1000 | 1 000       | 1 180       | 3 150            | Guangxi Fangchenggang Nuclear Power Company | CGNPC          | 24 décembre 2015   | 27 décembre 2022 | 10 janvier 2023        | 25 mars 2023               |
| FANGCHENGGANG-4 | Opérationnel | HPR-1000 | 1 000       | 1 180       | 3 150            | Guangxi Fangchenggang Nuclear Power Company | CGNPC          | 23 décembre 2016   | 3 avril 2024     | 9 avril 2024           | 25 mai 2024                |
| Phase III       |              |          |             |             |                  |                                             |                |                    |                  |                        |                            |
| FANGCHENGGANG-5 | En projet    | HPR-1000 | ~1 000      | ~1 208      | ~3 150           | Guangxi Fangchenggang Nuclear Power Company | CGNPC          |                    |                  |                        |                            |
| FANGCHENGGANG-6 | En projet    | HPR-1000 | ~1 000      | ~1 208      | ~3 150           | Guangxi Fangchenggang Nuclear Power Company | CGNPC          |                    |                  |                        |                            |